# Arcisac deths Angles
Arcisac eths Angles (oficial Arcizac-ez-Angles) és un municipi del departament francès dels Alts Pirineus, a la regió d'Occitània.

## Demografia
| 1962                                       | 1968 | 1975 | 1982 | 1990 | 1999 | 2007 |
| ------------------------------------------ | ---- | ---- | ---- | ---- | ---- | ---- |
| 118                                        | 138  | 130  | 127  | 157  | 191  | 252  |
| Des de 1962: població sense dobles comptes |      |      |      |      |      |      |

## Administració
| Període | Identitat      | Partit |
| ------- | -------------- | ------ |
| 2001-   | Michel Lavigne |        |